# A magyar labdarúgó-válogatott mérkőzései 1927-ben
A magyar labdarúgó-válogatottnak 1927-ben hét mérkőzése volt, ebből 3 győzelemmel és 4 vereséggel ért véget. A csehszlovákok elleni októberi mérkőzést 2002-ben tette hivatalossá az MLSZ.
Szövetségi kapitány: 
- Kiss Gyula

## Eredmények
| 122. mérkőzés 1927. április 10. | Ausztria                                                              | 6 – 0             | Magyarország | Bécs, Hohe Warte Stadion Nézőszám: 42 000 Játékvezető: František Cejnar (TCH) |
| 122. mérkőzés 1927. április 10. | Jiszda 25' 33' Rappan 29' Blum 42' (11-esből) Wessely 54' Horvath 85' | (4 – 0) Részletek |              | Bécs, Hohe Warte Stadion Nézőszám: 42 000 Játékvezető: František Cejnar (TCH) |

| 123. mérkőzés 1927. április 10. | Magyarország                       | 3 – 0             | Jugoszlávia | Budapest, FTC-pálya Nézőszám: 12 000 Játékvezető: Heinrich Retschury (AUT) |
| 123. mérkőzés 1927. április 10. | Siklóssy 24' Orth 34' P. Szabó 90' | (2 – 0) Részletek |             | Budapest, FTC-pálya Nézőszám: 12 000 Játékvezető: Heinrich Retschury (AUT) |

| 124. mérkőzés 1927. április 24. | Csehszlovákia                                              | 4 – 1             | Magyarország | Prága, Sparta-pálya Nézőszám: 22 000 Játékvezető: Joseph Zwicker (AUT) |
| 124. mérkőzés 1927. április 24. | Puc 17' K. Steiner 25' (11-esből) F. Swoboda 37' Silny 50' | (3 – 1) Részletek | Mészáros 42' | Prága, Sparta-pálya Nézőszám: 22 000 Játékvezető: Joseph Zwicker (AUT) |

| 125. mérkőzés 1927. június 12. | Magyarország                                                                                   | 13 – 1            | Franciaország | Budapest, FTC-pálya Nézőszám: 20 000 Játékvezető: Heinrich Retschury (AUT) |
| 125. mérkőzés 1927. június 12. | Takács 17' 41' 60' 79' 83' 85' Orth 25' 26' Skvarek 30' 88' Kohut 32' 62' Dewaquez 78' (öngól) | (6 – 0) Részletek | Dewaquez 80'  | Budapest, FTC-pálya Nézőszám: 20 000 Játékvezető: Heinrich Retschury (AUT) |

| 126. mérkőzés 1927. szeptember 25. Európa-kupa | Magyarország                                             | 5 – 3             | Ausztria                  | Budapest, FTC-pálya Nézőszám: 38 000 Játékvezető: Albert Prince-Cox (ENG) |
| 126. mérkőzés 1927. szeptember 25. Európa-kupa | Takács 18' Kohut 27' Ströck 51' Holzbauer 62' Hirzer 67' | (2 – 2) Részletek | Wessely 11' 84' Siegl 13' | Budapest, FTC-pálya Nézőszám: 38 000 Játékvezető: Albert Prince-Cox (ENG) |

| 127. mérkőzés 1927. szeptember 25. | Jugoszlávia                                                    | 5 – 1             | Magyarország | Zágráb Nézőszám: 6 000 Játékvezető: Heinrich Retschury (AUT) |
| 127. mérkőzés 1927. szeptember 25. | Cindrics 10' 56' Bonacsics 31' Bencsics 60' B. Marjanovics 63' | (2 – 0) Részletek | Víg 86'      | Zágráb Nézőszám: 6 000 Játékvezető: Heinrich Retschury (AUT) |

| 128. mérkőzés 1927. október 9. | Magyarország | 1 – 2             | Csehszlovákia  | Budapest, MTK-pálya Nézőszám: 40 000 Játékvezető: Erwin Braun (AUT) |
| 128. mérkőzés 1927. október 9. | Kohut        | (0 – 1) Részletek | Podrazil Silny | Budapest, MTK-pálya Nézőszám: 40 000 Játékvezető: Erwin Braun (AUT) |

## Lásd még
- A magyar labdarúgó-válogatott mérkőzései (1902–1929)
- A magyar labdarúgó-válogatott mérkőzései országonként